# カース・ガーセン
カース・ガーセンは、ジャック・ヴァンス著の五部作小説シリーズ『「魔王子」シリーズ』の主人公であり、およそ1500年未来の人物と設定されている。幼少時代、彼の居住していた平和な植民惑星は「魔王子」と呼ばれる五人の大犯罪者に率いられた海賊集団による急襲を受け、大虐殺と奴隷狩りの舞台となった（「マウントプレザントの大虐殺」）。彼は祖父と共にその虐殺を生き延びたたった二人の住人だった。祖父は残りの人生を、若き日のガーセンの訓練に捧げた。地球、アルファノール、およびその他のオイクメーニの中心惑星で行われた訓練は、魔王子たちを追跡し、即座に抹殺する復讐者としてガーセンを育てるためのものだった。

## 容姿および行動様式
ガーセンはシリーズ第1作復讐の序章の開始時点で34歳前後である。様々な戦闘術に長けており、その分野は素手での戦闘、ナイフでの格闘、更には毒を特産とする惑星サルコヴィーで習得した毒術にまで及ぶ。博学で忍耐力があり、推理力にも優れ、強い勇気をも持ち合わせている。敵である銀河最悪にして最凶の犯罪者五人は、それぞれが強大な基盤を有しており（例えばヴィオーレ・ファルーシの場合は私有惑星）、彼らに立ち向かうという生涯の使命を果たす上で、ガーセンのそういった能力は当然必要とされるものである。

## 富および基盤
使命に乗り出した時点では、ガーセンは小規模な宇宙船を所有する他は財産らしいものをほとんど持ち合わせていない。ただ、武装が必要かつ許容されている状況下では十分すぎるほど武装しなければならず、また追跡行動の際に時として少額の物品購入や贈賄を行うこともあるため、それらに必要な程度の財産のみは有している。ところが、殺戮機械で描かれた出来事の間にガーセンは莫大な富（現金100億SVU）を得る。これは「交換所」と呼ばれる、誘拐被害者の身代金授受に利用される施設において、ガーセンを誘拐して身代金を得ようとした魔王子の一人、ココル・ヘックスから騙し取ったものである。だが、ガーセンに成金趣味などなく、宇宙船を最新鋭で豪華なものに新調した以外は、そのほとんどの額を更なる使命のために使用する。少なくとも銀行を一つ、および全銀河的出版規模を持つ雑誌を一つ買収し、特に後者は、時として雑誌リポーターという身分で活動する際に役に立つ。

## 人間性
その特異な状況を考えれば、彼を精神病的気質を持つかどうかの境界線上にある人間と捉えることは不合理ではなかろう。もっとも、彼は仲間に対する気遣いを一般的な男性が行う程度には行っており、15年以上の間暗殺者になるべく訓練されたような男性が行う以上の振る舞いは見せている。場合によっては紳士的に振る舞い、苦労を厭わず、苦痛に耐え、必要とあらば身の危険を賭してでも女性を助け出そうとする。
一般的な見方によれば、彼は人生を歩む上で通ることを余儀なくされた道を通ってきた、普通の人である。当シリーズにおける真の悪役は五人の魔王子であり、そしておそらく、彼を復讐を遂げるための殺人マシーンに仕立て上げた彼の祖父であろう。しかしながら、一片の救いがある。彼は情愛を持っている。使命を終えた時、彼には普通の人生を送るための少なくとも一回のチャンスが与えられるのである。

## 恋愛関係
シリーズを通じて、一連の恋愛エピソードを経験し、物語が進むにつれて濃密になってゆく。復讐の序章では、若い店員、パリス・アトロードとデートする。彼女はのちに彼に命を救われることになる。殺戮機械では、アルース・イフゲニア・エペリェ=トーカイと出会い、強く想うまでになっていたようだが、次作『愛の宮殿』の初期に破局を迎える。それは主に、彼女がガーセンの冷徹でひたむきな復讐欲を理解できなかったからである。今や巨万の富を持つガーセンになら、そんな危険で恐ろしいライフワークを人に命じてやらせようと思えばできるのだから、なおのことである。最後には彼女はガーセンに多少の恐怖を感じるようになる。この関係がなんらかの形で清算されたのかどうかは明らかになっていない。
ヴィオーレ・ファルーシの追跡行の中では、ドルシラ・ウェイルズと関係を持つ。単為生殖で生まれたジラール・ティンジーの娘であり、ヴィオーレ・ファルーシの生涯の執着対象である。ガーセンはのちに、アルース・イフゲニアとの関係のような不幸な終末をまた繰り返すことのないよう、ドルシラと離別する。同書の結末では、やや年長のもう一人のドルシラと出会い、二人とも楽しそうにしている様子が描かれる。しかしながら、次作『闇に待つ顔』で描かれた時系列までの中に、彼女の話は出てこない。
四番目の追跡行の間、ガーセンはまた一人の若い女性、ジャーディアン・チャンセスと出会うも、彼女の父とその故郷の俗物的排外性ゆえに、彼女を失うことになる。最終的に、彼は夢幻の書においてアリス・ロークの助力を得、絆を結ぶ。シリーズは、彼の手によって五人の敵に対し正義の鉄槌が下されることで大団円を迎え、彼は偏執狂的暗殺者から普通の市民へと変じることの難しさに直面する。

## ジハーン・アデルズ
ガーセンは長期にわたって一人の人物を相棒とする。無法地帯である「圏外」（上記参照）において行われた計略を通じて巨万の富を得たため、その金を投資する必要に迫られる。この目的のために、ジハーン・アデルズという名の財務アドバイザーを雇う。ガーセンはアデルズに多額の俸給およびその定期昇給を約束し、政府を一つ破産させかねないほどの莫大な資金を投資するという興味深い仕事に挑戦してみないかと持ちかける。アデルズを選んだのは、彼の能力および誠実さに対する評判に基づくものであり、彼にまかせればそんな額の投資を行っても銀河全経済の安定状態を損なわず、ガーセンの財産も横領されず、とりわけ、財界に波風を立てることで、匿名で活動したいガーセンの名が明るみ出るようなことにもならないと期待してのことである。
アデルズは仕事を引き受け、忠勤に励む。その上、時には自分自身の身の危険を冒してガーセンの探偵役をこなす。たいていの場合、彼はガーセンのライフワークについての判断を保留する。あまり立ち入ったことを聞かないよう心がけているからである。だが、ある時、レンズ・ラルクを捕らえようとする一件に彼自身が直接関わったことから、ガーセンが必要とするアイデアを出してあげたり、賛意を示したりする。

## 注
1. ↑  1964年から2014年現在までに米国で起こったインフレーションを適用したとすると、2014年時点では766億SVUにのぼる。